# Crosskey Banking Solutions
Crosskey Banking Solutions Ab Ltd är ett finländskt IT-företag som utvecklar systemlösningar för banker och finanssektorn. Bolaget är ett helägt dotterbolag till Ålandsbanken och har cirka 350 anställda.

## Verksamhet
Crosskey erbjuder banksystem och digitala lösningar för banker och finansiella aktörer i Norden. Bland kunderna finns Ålandsbanken, S-Banken, POP Bankerna, Länsförsäkringar och DnB.
Bolaget har sitt huvudkontor i Mariehamn på Åland. Övriga kontor finns i Stockholm, Åbo och Helsingfors.

## Historia
Företaget bildades 2004 som en avknoppning från Ålandsbankens interna systemutveckling. År 2007 flyttade Crosskey in i sitt nuvarande huvudkontor i kvarteret iTiden i Mariehamn.